# کوجی موریساکی
کوجی موریساکی (انگلیسی: Kōji Morisaki؛ زادهٔ ۹ مهٔ ۱۹۸۱) بازیکن فوتبال اهل ژاپن است.
از باشگاه‌هایی که در آن بازی کرده‌است می‌توان به باشگاه فوتبال سانفریس هیروشیما اشاره کرد.
وی همچنین در تیم‌های ملی فوتبال زیر ۲۰ سال ژاپن و زیر ۲۳ سال ژاپن بازی کرده‌است.